# 장커뤼
장커뤼(蒋科律, 1985년 4월 29일 ~)는 중화인민공화국의 사브르 펜싱 선수이다. 그는 2012년 하계 올림픽의 남자 사브르 단체전에서 교체요원으로 출전하였다.